# Kaczacy

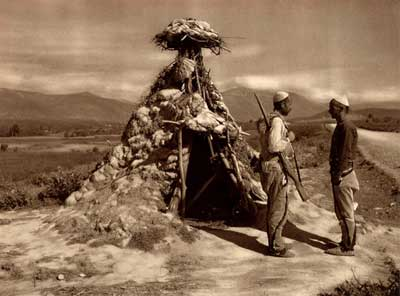
Kaczacy (lata 20. XX wieku)

Kaczacy (alb. kaçake, serb. качаци / kačaci) – albańscy partyzanci, którzy działali w XIX i XX wieku głównie na terenie Kosowa, również na terenach Albanii, Czarnogóry oraz Macedonii Północnej. Poza działalnością partyzancką, kaczacy zajmowali się również kradzieżą bydła należącego do serbskich rolników oraz przemytem tytoniu. Cieszyli się poparciem ze strony ludności albańskiej.
Podczas II wojny światowej kaczakami nazywano kolaborantów III Rzeszy narodowości albańskiej, którzy zamieszkiwali teren Jugosławii.

## Etymologia
Termin kaczaków pochodzi z tureckiego słowa kaçmak oznaczające zbiega; żyjący w XIX wieku bułgarski historyk Georgi Rakowski nazywał kaczakami dezerterów z armii osmańskiej, którzy dopuszczali się zbrodni oraz rabunków na ludności cywilnej.

## Historia
Celem kaczaków w Kosowie było przyłączenie tego terenu do Albanii , ich działalność zbrojna nasiliła się w kwietniu 1912 roku.
Władze serbskie próbowały przekonać dowódców kaczaków do wzięcia udziału po swojej stronie przeciwko Imperium Osmańskiemu podczas I wojny bałkańskiej, jednak ci się na tę propozycję nie zgodzili. Podczas tej wojny, dowodzone przez Isę Boletiniego siły liczące 20 tys. osób prowadziły walkę partyzancką w regionie Kosowa; pierwsze starcia między nimi a siłami serbskimi miały miejsce w okolicach Leposavicia i Istoka, oblegali następnie miasto Prizren oraz zdobyli Djakowicę.
Od 23 września do 7 października 1913 roku miało miejsce powstanie ochrydzko-debarskie; kaczakom udało się zdobyć kontrolę nad miejscowościami Debar, Struga, Ochryda i Gostiwar. Stoczyli oni z siłami serbskimi bitwę pod Peshkopią, zakończoną porażką kaczaków; umożliwiło to Serbom odbicie Debaru. Konsekwencją powstania były odwety na ludności albańskiej oraz konfiskata nieruchomości należących do kaczaków.
W marcu 1914 w miejscowości Suva Reka wybuchł bunt przeciwko Serbom; według jednego z austro-węgierskich konsulów, podczas stłumienia niepokojów spalono około tysiąc domów. Kaczacy zaczęli organizować swoje oddziały w rejonie Orahovaca.

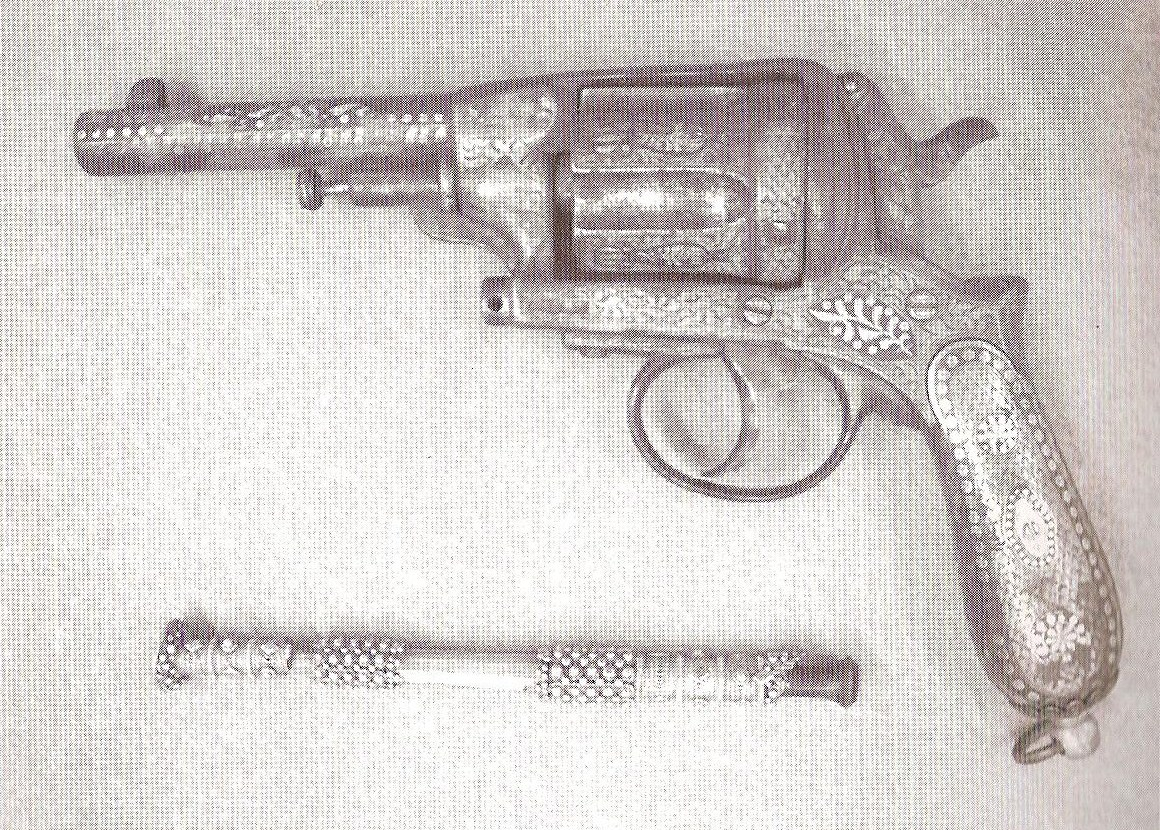
Rewolwer należący do Isy Boletiniego

W lutym 1915 armia serbskiego generała Damjana Popovicia pokonała pod Zhurem i Moriną siły Hasana Prishtiny, które były uzbrojone w austro-węgierskie armaty i karabiny maszynowe. W Serbii uważano, że można zapobiec atakom ze strony kaczaków jedynie poprzez okupację północnej Albanii.   
Pod koniec 1918 roku Włochy rozpoczęły kampanię przeciwko Królestwu Serbów, Chorwatów i Słoweńców oraz udzieliły wsparcia politycznego Komitetowi Obrony Narodowej Kosowa, który wspierał kaczaków organizacyjnie oraz finansowo. Włochy, w ramach antyjugosłowiańskiej kampanii, dążyły do zsynchronizowania ruchów separatystycznych działających w Królestwie SHS. W tym celu w 1922 roku przywódcy kaczaków i Wewnętrznej Macedońskiej Organizacji Rewolucyjnej zgodzili się na utworzenie wspólnego komitetu kierującego działaniami powstańców, ostatecznie jednak do tego nie doszło ze względu na wewnętrzne konflikty w WMRO.

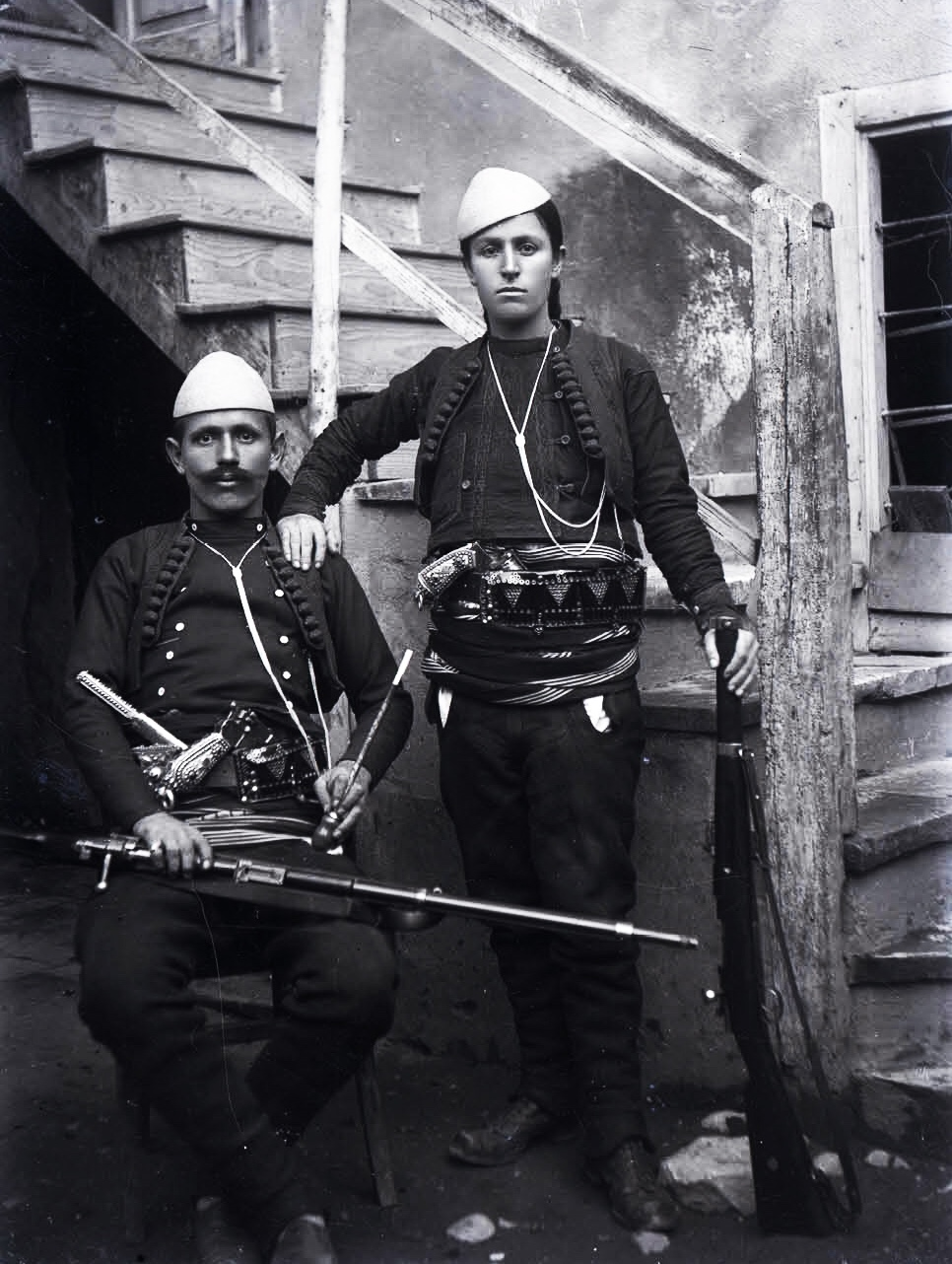
Azem Bejta (Galica) wraz z żoną, Shote Galicą

W 1919 roku, w zachodniej części Kosowa kaczacy atakowali transporty wojskowe oraz zwalczali jugosłowiańskich żandarmów. Oddziały Azema Bejty prowadziły działania partyzanckie w zachodniej części Kosowa oraz dokonały zabójstwa kilku osób w rejonie miasta Zvečan; samorząd tego miasta zażądał wysłania 200 żandarmów, wprowadzenia stanu wyjątkowego oraz udzielenia pomocy przez lotnictwo. W tym roku miały miejsce bunty w Plavie i Gusinjem.
W 1920 roku łączna liczebność kaczaków wynosiła około 10 tysięcy. Partyzanckie oddziały Azema Bejty szantażowały samorząd miasta Obilić w celu uzyskania 100 tysięcy dinarów, zostały jednak otoczone oraz pokonane przez jugosłowiańskie siły złożone z jednej kompanii i szwadronu, które użyły sprowadzonych z Mitrowicy armat górskich. Inna grupa kaczaków zaatakowała wagon pocztowy w pobliżu Suvej Reki; w ataku zginęło czterech pasażerów i jeden żandarm. Z kolei w Peciu wybuchł bunt, co zmusiło miejscowe dowództwo do ściągnięcia 1,5 tys. żołnierzy stacjonujących na terytorium Czarnogóry. Kaczacy zagrozili zamknięciem drogi łączącej Peć z Djakowicą, co wprowadziło dodatkowe niepokoje wśród jugosłowiańskich żandarmów.
W styczniu 1921 roku jugosłowiański minister spraw wewnętrznych ogłosił amnestię dla wszystkich kaczaków, którzy skapitulują pod warunkiem, że nie zostaną im postawione zarzuty dokonania zbrodni na ludności cywilnej; z amnestii skorzystali głównie dezerterzy z armii serbskiej oraz drobni przestępcy. W marcu tego roku zaczęto internować rodziny kaczaków, które były wysyłane do schronisk w Niszu i Gornjim Milanovacu. Nie wpłynęło to na dezorganizację ruchu partyzanckiego, więc nowy minister spraw zagranicznych Milorad Vujičić wydał nakaz zamknięcia schroniska w Niszu. Doszło również do buntu w Prisztinie. W latach 1921–1923 oddziały Azema Bejty broniły miasta Junik. W 1921 roku w leżącym nieopodal jugosłowiańskiej granicy albańskim mieście Krumë ogłoszono utworzenie Prefektury Kosowa; celem tego przedsięwzięcia była ochrona kosowskich Albańczyków przed represjami ze strony Królestwa SHS, edukowano także kosowską młodzież, która została pozbawiona możliwości nauki języka albańskiego na terenie Kosowa. Prefektura miała siedzibę w Krumë, w jej skład wchodziły także podprefektury w regionach Tropoi i w Lumie; przygotowywano się do walki zbrojnej z jugosłowiańskimi służbami. W 1923 roku w ramach Prefektury Kosowa, z inicjatywy Bajrama Curri powstała także organizacja edukacyjna Shkelzeni.
Latem 1923 roku Azem Bejta oficjalnie rozwiązał swój oddział i wraz z około trzydziestoma wspólnikami poddał się władzom jugosłowiańskim, którym zaproponował zaprzestanie dopuszczania się kradzieży i zbrodni w zamian za zachowanie kontroli nad kilkoma wioskami w regionie Drenicy, na co władze jugosłowiańskie się zgodziły. Mimo to, w lecie następnego roku Bejta ponownie wszczął bunt, na który Królestwo SHS odpowiedziało otoczeniem kilku wiosek przez osiem batalionów żołnierzy i żandarmów; straty po stronie jugosłowiańskiej wyniosły 14 osób, zginęło także 125 kaczaków (śmiertelnie ranny został sam Bejta, który zmarł wewnątrz jaskini położonej około 55 km od Prisztiny) oraz czterech cywili. Cały region Drenicy został spacyfikowany.
W 1924 kaczacy wszczęli bunt w Mitrowicy oraz w regionie Drenicy. W tym roku łączna liczba zorganizowanych partyzantów wynosiła około 1,2 tys.. 
W 1928 roku działalność zbrojna kaczaków obejmowała już tylko region Gnjilane.
Według jugosłowiańskiego Ministerstwa Spraw Zagranicznych, w latach 1918–1923 zginęło około 600 żandarmów stacjonujących na terenie Kosowa.

## Kaczacy w kulturze
Kaczacy są często przedstawiani w albańskim folklorze.